# 제임스 멍크레스
제임스 레이먼드 멍크레스(영어: James Raymond Munkres IPA: [dʒeɪmz ˈreɪmənd ˈmʌŋkrɛs], 1930~)는 미국의 수학자이다. 미분위상수학에 공헌하였다.

## 생애
1930년 8월 18일 미국에서 태어났다. 5세부터 피아노를 연습하였다.
이후 링컨에 위치한 네브래스카 웨슬리 대학교(영어: Nebraska Wesleyan University)에서 학사 학위를 수여받았고, 1956년에 미시간 대학교에서 박사 학위를 수여받았다.
이후 미시간 대학교·프린스턴 대학교에서 가르친 뒤 매사추세츠 공과대학교 교수가 되었다.

## 저서
- Munkres, James R. (2000). 《Topology》 (영어) 2판. Prentice Hall. ISBN 978-0-13-181629-9. MR 0464128. Zbl 0951.54001.
- Munkres, James R. 《Analysis on manifolds》 (영어).
- Munkres, James R. (1984). 《Elements of algebraic topology》 (영어).
- Munkres, James R. (1963). 《Elementary differential topology》 (영어).
- Munkres, James R. 《Elementary linear algebra》 (영어).